# Serve della Santissima Trinità e dei poveri
Le Serve della Santissima Trinità e dei Poveri (in spagnolo Siervas de la Santísima Trinidad y de los Pobres) sono un istituto religioso femminile di diritto pontificio. Le suore di questa congregazione pospongono al loro nome la sigla SS.T.PP.

## Storia
La congregazione venne fondata da Dorotea Chávez Orozco (1867-1949) con l'aiuto del sacerdote Miguel Cano Gutiérrez: il 20 febbraio 1892, guarita da una pleurite, la donna promise di consacrare la sua vita al servizio degli ammalati poveri nell'ospedale della Santísima Trinidad di Guadalajara e il 25 dicembre 1897, assieme a due compagne, emise privatamente i voti di povertà, obbedienza e castità.
Il 12 maggio 1905 la congregazione ricevette la prima approvazione dall'arcivescovo di Guadalajara José de Jesús Ortíz y Rodríguez e, con il consenso della Santa Sede, venne eretta in istituto di diritto diocesano il 10 agosto 1911.
Le Serve dei Poveri vennero aggregate all'Ordine dei Frati Minori il 2 ottobre 1939 e il 28 aprile 1962 ottennero il pontificio decreto di lode.
La fondatrice (in religione, madre Maria Vincenza di Santa Dorotea) è stata beatificata da papa Giovanni Paolo II nel 1997.

## Attività e diffusione
Le Serve dei Poveri si dedicano all'assistenza agli anziani e agli infermi e prestano il loro servizio negli ospedali e nelle case di riposo.
Sono presenti in otto diocesi del Messico; la sede generalizia è a Guadalajara.
Al 31 dicembre 2005 l'istituto contava 151 religiose in 24 case.